# Emiliano Fittipaldi

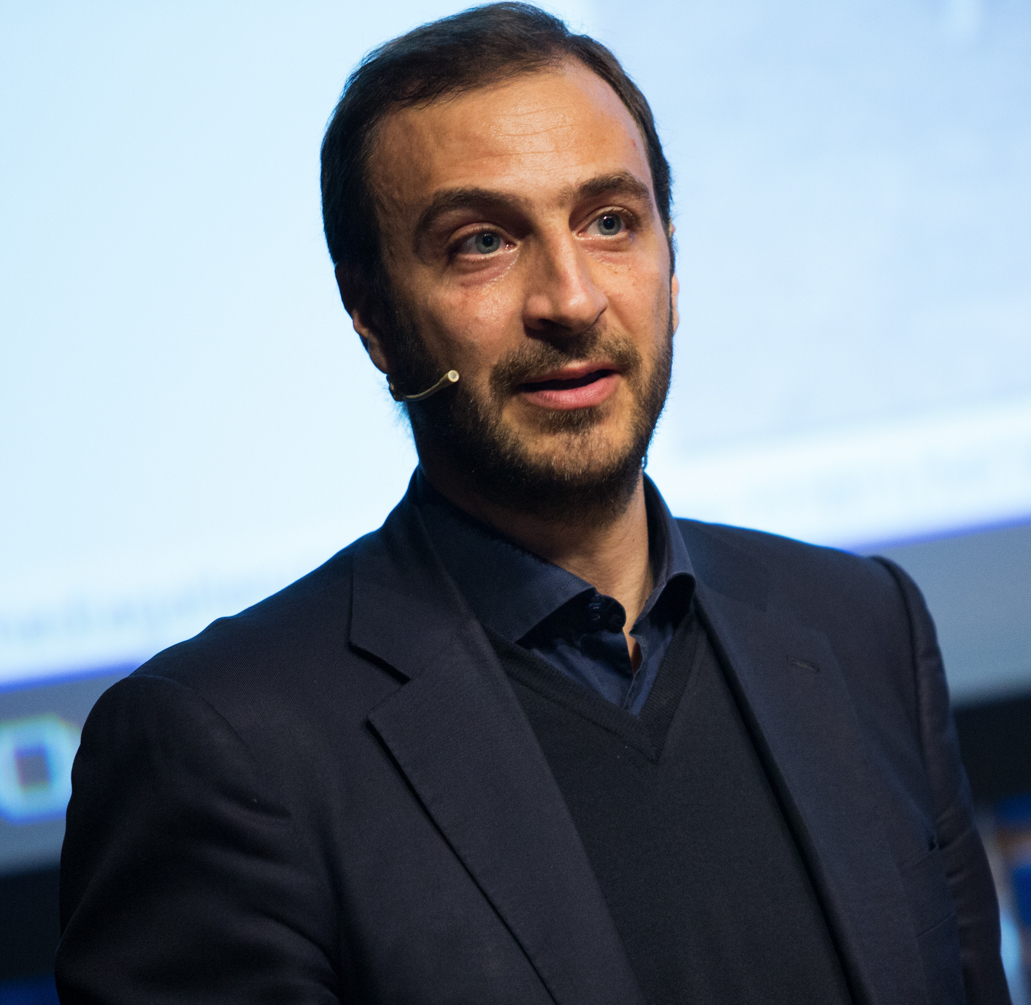
Emiliano Fittipaldi al Festival internazionale del giornalismo di Perugia nel 2017

Emiliano Fittipaldi (Napoli, 13 novembre 1974) è un giornalista, saggista e blogger italiano, direttore del quotidiano Domani dal 6 aprile 2023, per lungo tempo giornalista a l'Espresso.

## Biografia
Si è laureato in Lettere presso l'Università degli Studi di Napoli "Federico II". Dopo il master in Giornalismo alla LUISS, ha lavorato come tirocinante per il Corriere della Sera, dove ha scritto con Dario Di Vico inchieste socio-economiche sull'impoverimento del ceto medio italiano, e poi è stato assunto al Il Mattino.
Passato nel 2007 a L'Espresso, per il settimanale ha scritto rilevanti inchieste giornalistiche, dal caso del sottosegretario all'Economia Nicola Cosentino alle inchieste sui rapporti tra politica e crimine organizzato. Insieme a Marco Lillo ha firmato articoli sulle case dei politici vendute da società pubbliche con ingenti sconti e alcune inchieste esclusive sugli scandali sessuali relativi a Silvio Berlusconi.
Nel 2016 una sua inchiesta giornalistica sui collaboratori del Sindaco di Roma Virginia Raggi ha portato all'arresto per corruzione del costruttore Sergio Scarpellini e di Raffaele Marra, al tempo braccio destro del primo cittadino del Movimento 5 Stelle. Nello stesso periodo ha pubblicato inchieste critiche sul sistema di potere di Matteo Renzi. Fittipaldi insieme a Nello Trocchia nel 2017 ha firmato anche lo scoop della copertina intitolata "Il Giglio Nero".
Nel 2018 pubblica un'inchiesta sui conflitti d'interesse dell'allora capo di Governo Giuseppe Conte in merito alla sua partecipazione a un concorso universitario alla Sapienza di Roma. Dopo le polemiche, Conte rinuncia al bando ritirando la candidatura.
Nel 2019 ha scoperto, con Giovanni Tizian, il prestito che Renzi aveva avuto, per acquistare la sua casa, da un imprenditore suo amico, precedentemente nominato in Cassa depositi e Prestiti. Una seconda inchiesta di Tizian e Fittipaldi ha dimostrato che il prestito è stato restituito grazie ai proventi di un documentario su Firenze voluto dal produttore e amico Lucio Presta.
Nel 2021 firma su Domani uno scoop sui viaggi e i rapporti economici tra Matteo Renzi e il regime dell'Arabia Saudita.
Il 28 aprile 2021 firma sul quotidiano Domani un articolo sull’operazione Molino Stucky, che ha visto l'ex premier Giuseppe Conte prima avvocato e poi membro del Cda lavorare insieme ad Arcangelo Taddeo, condannato poco tempo prima, in primo grado, a 17 anni di carcere per bancarotta fraudolenta.
Nel 2022, all'indomani dell'invasione russa dell'Ucraina scrive alcune inchieste su Domani sugli incontri segreti tra Matteo Salvini e l'ambasciatore russo a Roma Sergey Razov.
Come saggista ha pubblicato diversi volumi, alcuni dei quali diventati bestseller.
Nel 2015 ha pubblicato Avarizia, libro-inchiesta sugli scandali economici del Vaticano, uscito contemporaneamente al volume di Gianluigi Nuzzi Via Crucis. L'inchiesta sugli sprechi e la gestione finanziaria degli enti economici vaticani e lo scoop sulla ristrutturazione dell'attico del cardinale Tarcisio Bertone sono state rilanciate dai media di tutto il mondo. Per questa opera il Vaticano lo ha messo sotto processo, assieme al collega Nuzzi, ma entrambi sono stati assolti per difetto di giurisdizione.
Nel 2017 ha pubblicato Lussuria, che denuncia il fenomeno degli abusi sessuali nella Chiesa cattolica e le protezioni garantite dalle gerarchie vaticane.
Nello stesso anno ha pubblicato Gli impostori - Inchiesta sul potere, dove pubblica alcuni documenti controversi sul caso di Emanuela Orlandi. Questi documenti rivelerebbero delle presunte spese a carico della Santa Sede per il mantenimento in vita di Emanuela Orlandi a Londra negli anni successivi alla scomparsa. L'autenticità effettiva di questi documenti è stata più volte messa in discussione, venendo ritenuti falsi da più osservatori, nonché dal Vaticano stesso.
Ha vinto due volte il premio Ischia nel 2006 e nel 2017, e il Premio Sodalitas nel 2005. Ha vinto il Premio Giornalistico Gaspare Barbiellini Amidei per la Sezione carta stampata e nuovi media nel 2009.
La sua professionalità viene apprezzata anche dai quotidiani concorrenti ed in generale dalla comunità dell'informazione italiana ed internazionale.
Nel 2020 lascia l'Espresso per diventare vicedirettore e giornalista di Domani edito da Carlo De Benedetti.
Nel 2023 viene nominato direttore di Domani dal Consiglio di Amministrazione di Editoriale Domani SpA, succedendo a Stefano Feltri.

## Opere
- Profondo Italia, con Dario Di Vico, Collana Futuropassato, Milano, BUR, 2004, ISBN 978-88-170-0344-5.
- Così ci uccidono. Storie, affari e segreti dell'Italia dei veleni, Collana Saggi italiani, Milano, Rizzoli, 2010, ISBN 978-88-170-3431-9.
- La macchina del fango. Come funziona il sistema della disinformazione italiana, con Tommaso Cerno, Collana Serie bianca, Milano, Feltrinelli, 2012, ISBN 978-88-071-7217-5.
- Avarizia. Le carte che svelano ricchezza, scandali e segreti della Chiesa di Francesco, Collana Serie bianca, Milano, Feltrinelli, 2015, ISBN 978-88-071-7298-4.
- Lussuria. Peccati, scandali e tradimenti di una Chiesa fatta di uomini, Collana Serie bianca, Milano, Feltrinelli, 2017, ISBN 978-88-071-7317-2.
- Gli impostori. Inchiesta sul potere, Collana Serie bianca, Milano, Feltrinelli, 2017, ISBN 978-88-071-7329-5.